# Flower Boy
Flower Boy (альтернативное название — Scum Fuck Flower Boy) — пятый студийный альбом американского рэп-исполнителя Tyler, the Creator. Альбом был выпущен 21 июля 2017 года на лейбле Columbia Records. Будучи полностью спродюсированным Тайлером, альбом включает в себя гостевые участия Фрэнка Оушена, ASAP Rocky, Anna of the North, Лила Уэйна, Кали Учис, Стива Лейси, Эстеля, Смита Джейдена и Rex Orange Country. Flower Boy был поддержан выпуском четырёх синглов: «Who Dat Boy» / «911», «Boredom», «I Ain’t Got Time!» и «See You Again». Альбом получил положительные оценки критиков за его мягкое и плавное звучание, уникальную смесь жанров и продакшн. Альбом был назван среди лучших альбомов 2017 года и десятилетия, также был номинирован на премию «Лучший рэп альбом» в ходе церемонии награждения Грэмми 2018.

## Музыка и текст
После своего экспериментального альбома Cherry Bomb, в новом релизе Тайлер решил открыться слушателям с другой стороны. В Flower Boy нет грязно забассованных треков, Оконма больше не читает на провокационные темы, как в своих предыдущих альбомах, вместо этого он отдаёт предпочтение мелодичности (это была явная предпосылка к последующему полноценному продюсерскому дебюту Тайлера — альбому Igor), а также раскрывает темы одиночества, скуки, скрытия настоящего себя от общества.

## Список композиций
| №                   | Название                                                      | Автор(ы) | Длительность |
| ------------------- | ------------------------------------------------------------- | --- | ------------ |
| 1.                  | «Foreword» (при участии Rex Orange County)                    | Tyler Okonma Alex O'Connor Michael Karoli [a] Jaki Liebezeit [a] Irmin Schmidt [a] Holger Schuering [a] Damo Suzuki [a] | 3:14         |
| 2.                  | «Where This Flower Blooms» (при участии Frank Ocean)          | Okonma Frank Ocean | 3:14         |
| 3.                  | «Sometimes...»                                                | Okonma | 0:36         |
| 4.                  | «See You Again» (при участии Kali Uchis)                      | Okonma | 3:00         |
| 5.                  | «Who Dat Boy» (при участии ASAP Rocky)                        | Okonma Rakim Mayers | 3:25         |
| 6.                  | «Pothole» (при участии Jaden Smith)                           | Okonma Roy Ayers [b] | 3:57         |
| 7.                  | «Garden Shed» (при участии Estelle)                           | Okonma Estelle Swaray                                                                                                   | 3:43         |
| 8.                  | «Boredom» (при участии Rex Orange County и Anna of the North) | Okonma | 5:20         |
| 9.                  | «I Ain't Got Time!»                                           | Okonma | 3:26         |
| 10.                 | «911 / Mr. Lonely» (при участии Frank Ocean и Steve Lacy)     | Okonma Ocean Raymond Calhoun [c]                                                                                        | 4:15         |
| 11.                 | «Droppin' Seeds» (при участии Lil Wayne)                      | Okonma Dwayne Carter, Jr.                                                                                               | 1:00         |
| 12.                 | «November»                                                    | Okonma | 3:45         |
| 13.                 | «Glitter»                                                     | Okonma | 3:44         |
| 14.                 | «Enjoy Right Now, Today»                                      | Okonma | 3:55         |
| Общая длительность: | Общая длительность:                                           | Общая длительность: | 46:34        |